# كورت نيومان
كورت نيومان (بالألمانية: Kurt Neumann)‏ (و. 1908 – 1958 م) هو مخرج أفلام من ألمانيا، والولايات المتحدة، ولد في نورنبرغ، توفي في لوس أنجلوس، عن عمر يناهز 50 عاماً.

## وصلات خارجية
- كورت نيومان على موقع IMDb (الإنجليزية)
- كورت نيومان على موقع الموسوعة البريطانية (الإنجليزية)
- كورت نيومان على موقع ألو سيني (الفرنسية)
- كورت نيومان على موقع تيرنر كلاسيك موفيز (الإنجليزية)
- كورت نيومان على موقع أول موفي (الإنجليزية)
- كورت نيومان على موقع قاعدة بيانات الأفلام السويدية (السويدية)
- كورت نيومان على موقع قاعدة بيانات الفيلم (الإنجليزية)
- كورت نيومان على موقع كينوبويسك (الروسية)
- كورت نيومان على موقع كينوبويسك (الروسية)